# Lambert Schlechter

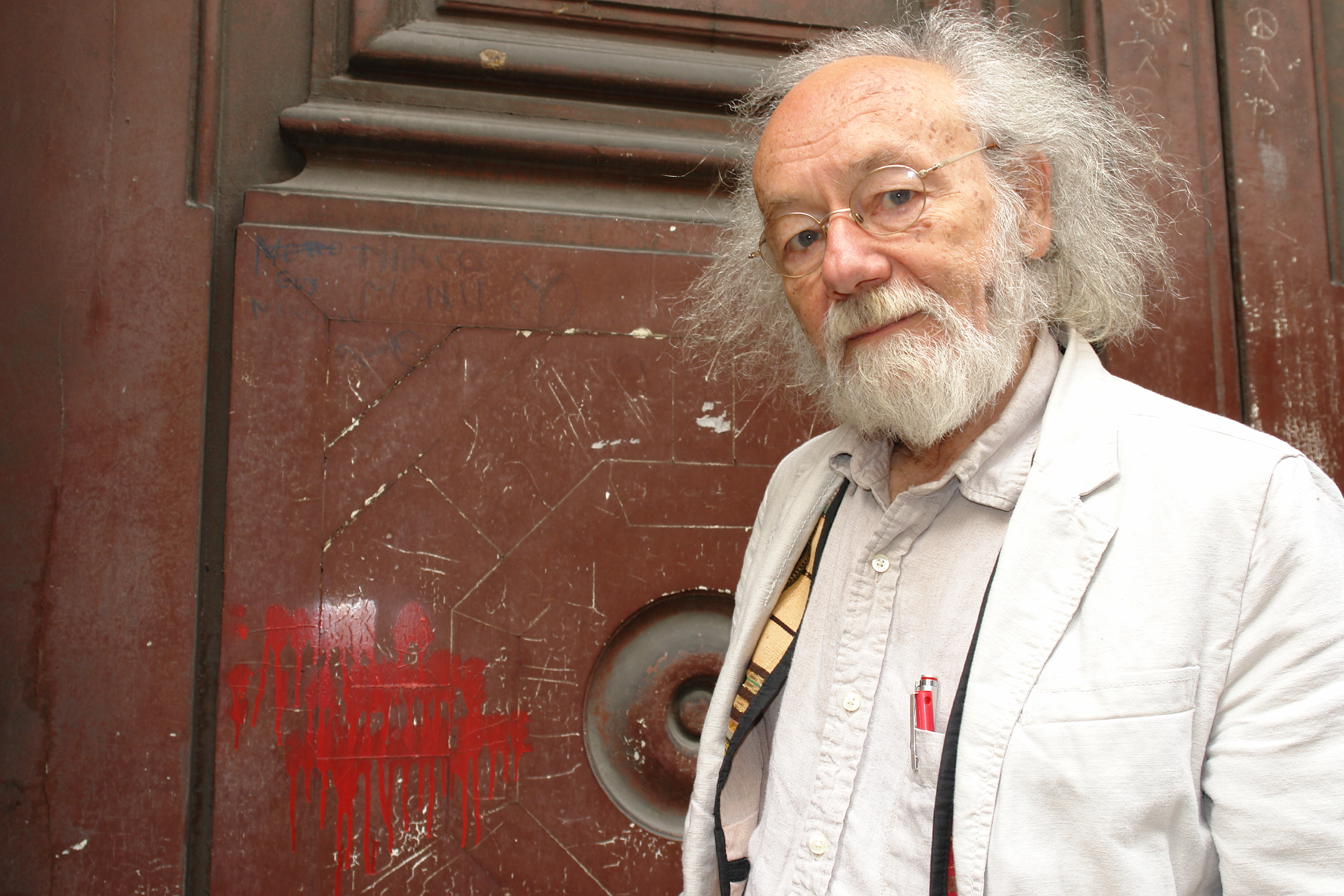
Lambert Schlechter (photo: Katia Feltrin)

Lambert Schlechter (Luxemburgo, 4 de diciembre de 1941) escritor, filósofo y poeta luxemburgués actualmente residente en Eschweiler.
Estudió filosofía y letras en París y Nancy y fue profesor de filosofía y literatura francesa en un  liceo de Echternach.
Lambert Schlechter es miembro del instituto Gran Ducado, Sección artes y letras, miembro y exvicepresidente del LSV (Lëtzebuerger Schrëftstellerverband / Asociación de escritores luxemburgueses), expresidente del CNLi (Consejo Nacional del Libro) y miembro y exvicepresidente de la sección luxemburguesa de Amnistía Internacional. Fue nombrado Caballeros de las Artes y las Letras en 2001. 

## Premios
- 1981  Prix du Concours littéraire national, De bello gallico
- 1986  Prix du Concours littéraire national, Angle mort
- 2007  Mention spéciale du jury lors du Grand prix Léopold Sédar Senghor
- 2007  Prix Servais,  Le murmure du monde
- 2010 Prix Birago Diop, Salon international des Poètes francophones, Bénin

## Obra
- "Das grosse Rasenstück", 1981
- La muse démuselée, 1982

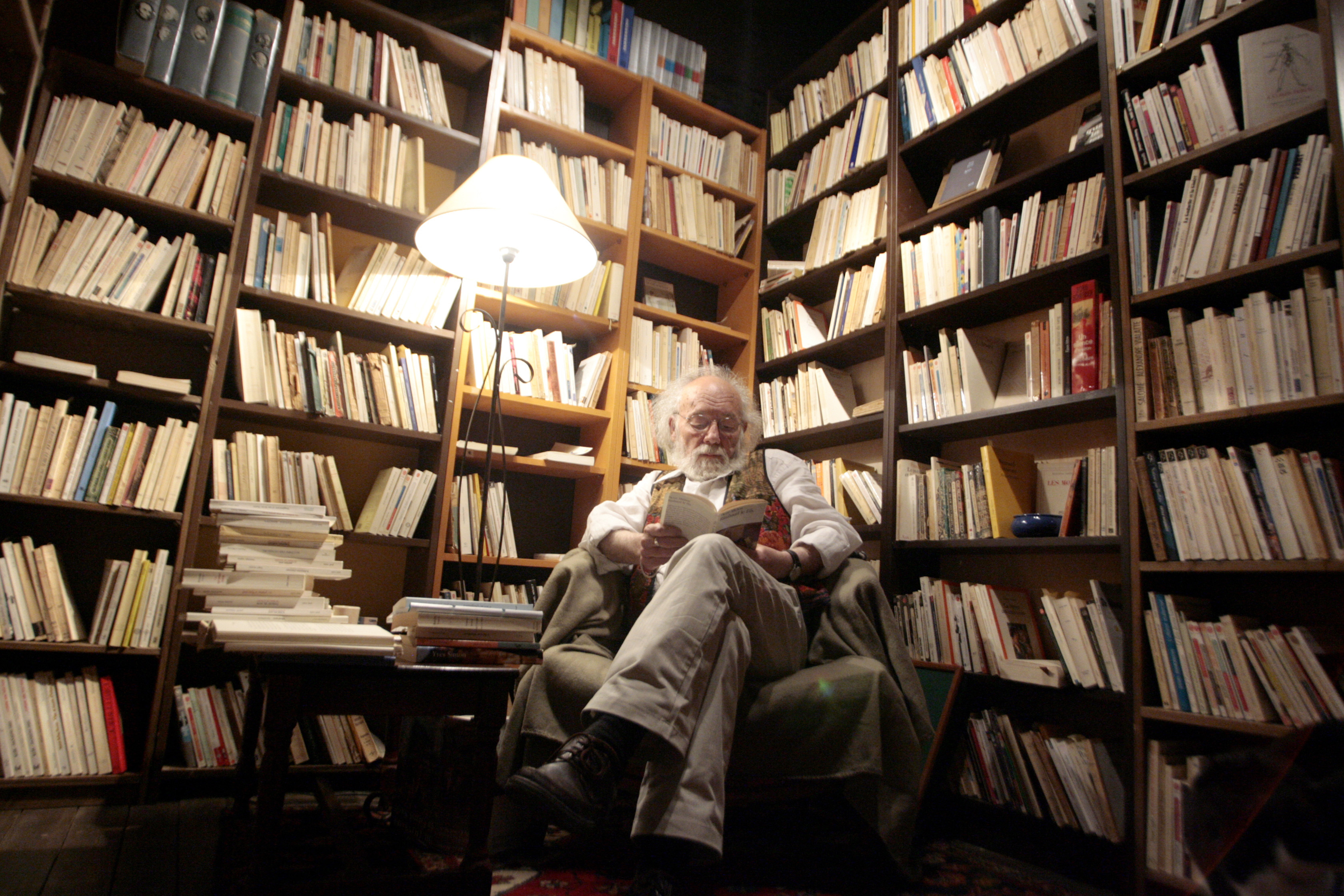
Lambert Schlechter, 2011. (Pierre Matgé).

- Angle mort, le livret de la cambuse, 1988
- Pieds de mouche, 1990
- Le silence inutile, 1991
- Ruine de parole, 1993
- Honda rouge et cent pigeons, 1994
- Partances, 2003
- Smoky, 2003
- Le papillon de Solutré, 2003
- Le monde immodérément, 2004
- Le murmure du monde, 2006
- Ici c’est comme nulle part, 2007
- Petits travaux dans la maison, 2008
- Pourquoi le merle de Breughel n’est peut-être qu’un corbeau, 2008
- La robe de nudité, 2008
- L'envers de tous les endroits, 2010
- La trame des jours,2010
- Lettre à Chen Fou et autres proseries, 2011
- La pivoine de Cervantès et autres proseries, 2011
- Les repentirs de Froberger, quatrains biographiques, 2011
- Piéton sur la voie lactée, petites parleries au fil des jours, neuvains', Éditions phi, coll. graphiti, 2012, ISBN 978-2-87964-195-9

### En antologías poéticas
- "Der Fährmann / Die Töpferin", en "Schriftbilder, Neue Prosa aus Luxemburg", 1984
- "Das Sternbild und die Wildsau", en "Nach Berlin", 1984
- "Johann Sebastian und die Daumenschraube", en "In Sachen Papst, Texte zum Papstbesuch in Luxemburg 1985", 1985
- Le mâle entendu, Texticules, en "Lustich, Texte zur Sexualität", 1987
- "Kleine Gespräche mit Eugenio", en Poésie Internationale, 1987
- Abrégé du petit jour, en L'année nouvelle, 71 nouvelles, 1993
- Bréviaire du temps réel, en  Europe, revue littéraire mensuelle, 1995
- Les aquarelles du caporal, en Frontière belge, 1996, Éditions de l'Aube
- Ticket pour ailleurs, en Des trains passent la frontière, 1997 , Éditions de l'Aube
- Jamais je n'ai eu soif autant, en Histoires d'eaux, 1998 , Le Castor Astral
- Quand / Ecrire, enAu fil du temps, 1999 , Le Castor Astral
- Lapsus encore / Onze chances sur douze, en Douze auteurs luxembourgeois, 1999, Édition phi
- Offrande pour bongo & clavicorde, en Cahiers francophones d’Europe Centre-orientale, La francophonie du Grand-Duché de Luxembourg 1999, Édition phi
- Ici c'est comme nulle part, en Poète toi-même / 40 poètes, une anthologie de poésie contemporaine, 2000 , Le Castor Astral
- Noircir de nuit la blanche feuille, en "Virum wäisse Blat", 2003, Éditions Guy Binsfeld
- Le paysage à travers la littérature, anthologie, en Naturopa No 103 / 2005
- Je me souviens de Bruxelles, en Escales du Nord, 2006, Le Castor Astral
- Plus juillet que ça tu meurs, en Au jour le jour, 2006, Éditions phi
- "Il seminatore di parole", (Le semeur de paroles, traducido por Stefania Ricciardi en "Le parole dei luoghi", antología de nominados al "Premio Stellato", Salerno, 2006
- Rabiot dans les jours, en Neige d’août, revue de littérature & d’Extrême-Orient, No 15 automne 2006,
- Le murmure du monde, en L’année poétique 2007, Éditions Seghers, Paris 2007
- La promesse de Wenders / Refuge exotique en Gare maritime, Maison de la poésie de Nantes, 2007
- Les repentirs de Froberger, en Littérature et peinture sauvages, Les coups de cœur de Pirotte, Les Amis des Ardennes, No 16, 2007
- Question suspendue, en Au bout du bar, Éditions Apogée, Rennes, 2007
- Le silence inutile, en "Völkerfrei" (Klaus Wiegerling, Hg.), Edition Krautgarten, 2007
- Où demeurer ailleurs que là, phi, coll. aphinités, 2007
- Le traverseur du jour, en Poésies de langue française, Éditions Seghers, 2008
- Nous ne savons rien de la lune, en Espaces, fictions européennes, , Observatoire de l’Espace / CNES, 2008
- L’épreuve, en "Konterlamonter", Éditions Guy Binsfeld, 2008
- Postface à Maram Al-Masri, Je te menace d’une colombe blanche, Éditions Seghers, collection Autour du monde, 2008
- Le tram de Beggen et autres micromythologèmes, en"Wat mir sin", Éditions phi, coll. aphinités, 2008,
- Jours enfantins au royaume du Luxembourg, Éditions phi, coll. aphinités, 2010

### Contribuciones sonoras
- Voix d’écrivains, CD, Éditions accents graves, 2002 / 2004, Québec
- Poèmes en cavale, CD, lecture au Pannonica / Nantes, 14 juin 2006, édité par la Maison de la poésie de Nantes
- Poésie International 2007, CD, "Spielboden", Dornbirn (Autriche), lecture publique, 29 avril 2007, éditeur "Literatur Vorarlberg"
- Voix de la Méditerranée, CD, Festival de Poésie, anthologie des participants 1997-2007, Lodève (Héraut, Languedoc-Roussillon)